# Premio letterario Castiglioncello-Costa degli Etruschi
Il premio letterario Castiglioncello-Costa degli Etruschi è stato fondato nel 1977. Promosso dalla Provincia di Livorno, dal Comune di Rosignano Marittimo, dalla Camera di commercio, industria, artigianato e agricoltura di Livorno, dall'Agenzia per il turismo Costa degli Etruschi, questo premio ebbe in passato dei vincitori come Natalia Ginzburg, Norberto Bobbio, Luigi Anderlini, Andrea De Carlo.

## Struttura
Organi del premio sono: il comitato promotore, la giuria tecnica, la giuria dei grandi lettori, la segreteria. Il premio viene assegnato ad un romanzo di autore italiano da una giuria tecnica, nominata dal comitato promotore.

## Sezioni
La premiazione avviene a settembre presso il castello Pasquini di Castiglioncello e riguarda le sezioni: Narrativa, Cultura politica (nata grazie alla Fondazione Spadolini Nuova Antologia) e Comunicazione. Viene conferito anche uno speciale premio Turismo a chi ha promosso la conoscenza della Costa degli Etruschi.

### Premio filosofico Castiglioncello
Una particolare sezione del premio denominata "premio filosofico Castiglioncello-Costa degli Etruschi" e organizzata con il patrocinio della Regione Toscana e dell'Istituto italiano per gli studi filosofici, si tiene nel mese di febbraio.